# Cymothoa slusarskii
Cymothoa slusarskii är en kräftdjursart som beskrevs av Rokicki 1986. Cymothoa slusarskii ingår i släktet Cymothoa och familjen Cymothoidae. Inga underarter finns listade i Catalogue of Life.